# Großbothen
Großbothen este o comună din landul Saxonia, Germania. Se află la o altitudine de 133 m deasupra nivelului mării. Are o suprafață de 33,45 km².